# Galium cossonianum
Galium cossonianum är en måreväxtart som beskrevs av Saiyad Masudal Saiyid Masudul Hasan Jafri. Galium cossonianum ingår i släktet måror, och familjen måreväxter. Inga underarter finns listade i Catalogue of Life.